# Karlová
Karlová (in ungherese Turóckárolyfalva) è un comune della Slovacchia facente parte del distretto di Martin, nella regione di Žilina.